# Dirphia baroma
Dirphia baroma är en fjärilsart som beskrevs av William Schaus 1906. Dirphia baroma ingår i släktet Dirphia och familjen påfågelsspinnare. Inga underarter finns listade i Catalogue of Life.